# Jarah Al Ateeqi
Jarah Mohammed Al Ateeqi (arabe : جراح العتيقي) (né le 15 octobre 1981 à Koweït City au Koweït) est un footballeur international koweïtien, qui évolue au poste de milieu de terrain.

## Biographie

### Carrière en sélection
Avec l'équipe du Koweït, il joue 73 matchs officiels (pour 2 buts inscrits), et ceci depuis 2001. 
Il figure dans le groupe des sélectionnés lors des coupes d'Asie des nations de 2004 et de 2011.
Il joue enfin 12 matchs comptant pour les éliminatoires de la coupe du monde, lors des éditions 2006, 2010 et 2014.

## Palmarès
Koweït SC
| - Championnat du Koweït (4) : - Champion : 2005-06, 2006-07, 2007-08 et 2012-13. - Vice-champion : 2005, 2010-11 et 2012. - Coupe du Koweït (1) : - Vainqueur : 2008-09. - Finaliste : 2003-04 et 2010-11. - Coupe Crown Prince du Koweït (4) : - Vainqueur : 2003, 2008, 2010 et 2011. - Finaliste : 2004, 2005, 2006 et 2009. |  | - Coupe de la Fédération du Koweït (2) : - Vainqueur : 2009-10 et 2011-12. - Finaliste : 2007-08. - Supercoupe du Koweït (1) : - Vainqueur : 2010 - Finaliste : 2008 et 2009. - Coupe de l'AFC (3) : - Vainqueur : 2009, 2012 et 2013. - Finaliste : 2011. - Ligue des champions arabes : - Finaliste : 2002-03. |